# Roland Kirk
Pour les articles homonymes, voir Kirk.
Rahsaan Roland Kirk, né le 7 août 1935 à Columbus, à Ohio, et mort le 5 décembre 1977 à Bloomington, dans l'Indiana, est un multi-instrumentiste à vent de jazz américain.
Il pratiquait les saxophones (principalement le ténor, mais aussi deux saxophones atypiques : le stritch et le manzello (en), un appareil de sa fabrication). Il est connu pour sa vitalité sur scène, et ses séances d'improvisation accompagnées de plaisanteries et de discours politiques, où il utilisait trois instruments simultanément. Il pratiquait, par ailleurs, plusieurs autres instruments à vent (flûte traversière, flûte à bec, clarinette).

## Biographie
Né Ronald Théodore Kirk, il change son nom en Roland Kirk en 1952. En 1969, il entend en rêve Dieu l'appeler "Rahsaan" : il adopte alors définitivement le nom de Rahsaan Roland Kirk. « Rahsaan », nom qui signifiera désormais pour lui « la musique du soleil », « le voyageur » ou encore « Black Vibrations ».[réf. nécessaire]
Déficient visuel depuis sa naissance, il devient aveugle à l'âge de deux ans. À cinq ans il est scolarisé au lycée pour aveugles de l'Ohio (Ohio State College for The Blind), où il reste jusqu'en 1953. Dès l'âge de douze ans, il joue du saxophone et de la clarinette dans l'orchestre de l'école.  Il y apprendra le bugle, la trompette, la clarinette.
Rêvant depuis longtemps de jouer de trois saxophones en même temps, Roland travaille la technique de respiration circulaire, qu'il appellera « respiration sphérique » ou « Triple Threat ». Schématiquement, il s'agit d'inspirer par le nez tout en soufflant par la bouche dans l'instrument.
Après quelques essais plus ou moins réussis, il se fait connaître en 1961, en partie grâce à sa participation à deux albums de Charles Mingus : Oh Yeah (1962) et Tonight at Noon (1965). C'est à la même époque qu'il commence la flûte, qu'il pratiquera bientôt en virtuose. Il chante tout en jouant de la flûte, en utilisant la voix de tête.

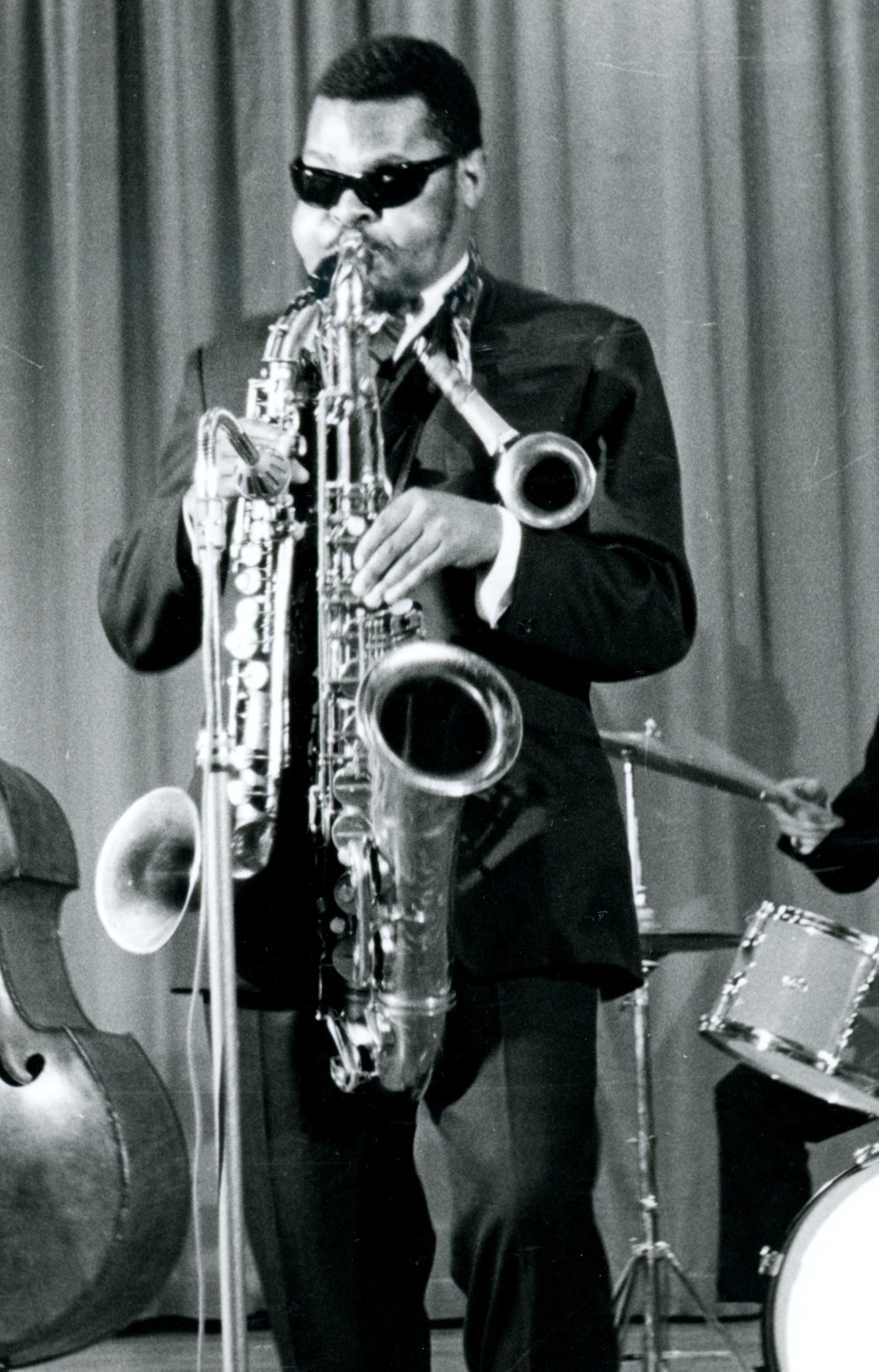
Roland Kirk en concert à Bruxelles, en novembre 1963.

Au cours des années, Roland Kirk multiplie les instruments et les styles. Il devient rapidement inclassable. Sa puissance et sa générosité, comme en témoigne l'enregistrement du Festival de jazz de Montreux en 1972 de l'album live I, Eye, Aye, ne peuvent laisser indifférent.
En 1975, Kirk est victime d'une attaque cérébrale qui le laisse hémiplégique. Il continue malgré tout à jouer et à enregistrer, en modifiant ses instruments pour pouvoir jouer avec un seul bras. Lors d'un concert au Ronnie Scott's club à Londres il parvient à jouer simultanément de deux instruments.
Il meurt d'une deuxième attaque le 5 décembre 1977 à l'âge de 42 ans, après un concert donné à la Frangipani Room de l'Indiana University Student Union à Bloomington, dans l'Indiana. Il est inhumé au Evergreen Burial Park à Columbus, dans l'Ohio.

## Concerts à Paris

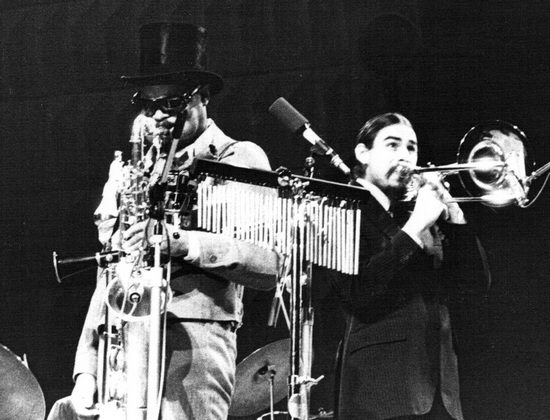
Roland Kirk et Steve Turre à Paris en novembre 1976.

Roland Kirk est venu jouer plusieurs fois à Paris ; son premier passage a lieu le 7 novembre 1963, au Théâtre de Paris, où il est accompagné de Guy Pedersen, George Gruntz et Daniel Humair. Un article de Philippe Benzo, dans le magazine Jazz Hot, nous indique que le public est particulièrement réceptif. À la suite de ce concert, cinq titres sont enregistrés par la RTBF pour l'émission "Jazz pour Tous" (Moon Song, Lover, Yesterdays, Three For The Festival et Milestones de Miles Davis). Il revient le 2 octobre 1964, à l'occasion du Paris Jazz Festival ; il joue Salle Pleyel accompagné de Tete Montoliu, Tommy Potter et Kenny Clarke. Le groupe passe entre Sister Roseta Tharpe et le Dave Brubeck Quintet.
Kirk revient jouer à Paris en janvier 1967, le 2 au Jazzland, le 3 au Chat Qui Pêche, le 4 au Caméléon.
Le 22 février 1970, il vient enregistrer au Studio 104 de la Maison de l'ORTF. Alain Gerber donnera un compte rendu très négatif de ce concert, titré "La fin d'un vertige", dans Jazz Magazine. Visiblement Alain Gerber n'aimait pas Kirk mais cela n'empêchera pas le musicien de revenir à Paris, ni ce premier d'en faire bien des éloges post mortem en invitant la flutiste Dominique Bouzon dans son émission hebdomadaire Black and Blue pour lui rendre de vibrants hommages, trente cinq ans plus tard.
Le 8 mars 1972, Kirk joue au Grand Palais, un enregistrement d'une heure trente y est réalisé. En novembre 1973 il joue au "Chat qui Pêche" (avec Siegfried Kessler, Didier Levallet et Charlie Antolini), le 13 novembre 1973 au Palais des sports, et le 14 novembre 1976 au Studio 104 de la Maison de Radio France avec Steve Turre, Hilton Ruiz, Phil Bowler (b), John Goldsmith (d) et Michael Hill (percussions, vocal), pour un concert diffusé sur France Musique.

## Discographie
- 1956 :  Triple Threat
- 1960 : Introducing Roland Kirk
- 1961 : Kirk's Work
- 1961 : We Free Kings
- 1962 : Domino
- 1963 : Reeds & Deeds
- 1963 : Kirk in Copenhagen (enregistrement public)
- 1964 : Roland Kirk Meets the Benny Golson Orchestra
- 1964 : I Talk With The Spirits
- 1965 : Rip, Rig and Panic
- 1965 : Here Comes the Whistleman
- 1966 : Slightly Latin
- 1967 : Funk Underneath
- 1967 : Now Please Don't You Cry, Beautiful Edith
- 1967 : The Inflated Tear
- 1968 : Left & Right
- 1968 : Volunteered Slavery
- 1970 : Rahsaan Rahsaan
- 1971 : Blacknuss
- 1972 : A Meeting of the Times
- 1972 : I, Eye, Aye: Live at the Montreux Jazz Festival
- 1973 : Bright Moments (enregistrement public)
- 1973 : Prepare Thyself to Deal With a Miracle
- 1975 : The Case of the 3 Sided Dream in Audio Color'
- 1976 : The Return of the 5000 Lb. Man
- 1976 : Other Folks'Music
- 1976 : Kirkatron
- 1977 : Boogie-Woogie String Along for Real
- 2003 : Compliments of the Mysterious Phantom (enregistrement public)
- 2005 : Copenhagen Concert (enregistrement public)
- 2006 : Brotherman in the Fatherland (enregistrement public)

## Documentation
- Guy Cosson, Rahsaan Roland Kirk, Paris, Editions du Layeur, novembre 2006, 366 p. (ISBN 978-2-915118-33-9 et 2-915118-33-7, LCCN 2007397932)
- Matthieu Jouan, Notoriété et légitimation en Jazz, L'exemple de Rahsaan Roland Kirk, Paris, Editions l'Harmattan, juin 1999, 158 p. (ISBN 978-2-7384-7782-8 et 2-7384-7782-8, lire en ligne)
- John Kruth, Rahsaan Roland Kirk : des moments lumineux, sa vie, son héritage. Infolio éd., 2008.  (ISBN 978-2-88474-914-5)